# Korla
Korla, Kurla o Kuerle (en mongol: Хорл; en chino tradicional, 庫爾勒; en chino simplificado, 库尔勒; pinyin, Kù'ěrlè; en uigur: Kroraina) es una ciudad china de tamaño medio localizada en el centro de Xinjiang. Korla es la capital de Bayingolin, que es la prefectura  más grande de China. Korla es conocida por sus peras fragantes.

## Geografía
Korla está aproximadamente a unos 200 km al suroeste de Ürümqi, a pesar de que la distancia por carretera es de más de 500 km. El paso de la Puerta de Hierro (Paso Tiemen) que conduce a Karashahr está a unos 7 km al norte de la ciudad y, como era fácil de defender, jugó un importante papel en la protección de la antigua Ruta de la Seda de las  incursiones de los nómadas del norte.  El río Kaidu también conocido como río Konqi o Kongque, atraviesa el centro de Korla, una característica única entre las ciudades de Xinjiang. A menudo, mal traducido como río del Pavo Real, la palabra china "Kongque" es en realidad una transliteración de la palabra uigur konqi, que significa «abundancia de agua».

## Demografía
Según estimación 2010 contaba con 136.170 habitantes.